# Âm nhạc của Air
AIR là tiểu thuyết ảo do Key phát triển và Visual Art's phát hành năm 2000.

## Soundtracks

### Visual novel

#### Ornithopter
Ornithopter
| Track listing    | Track listing                                                              | Track listing    | Track listing              | Track listing |
| STT              | Nhan đề                                                                    | Phổ nhạc         | Arrangement                | Thời lượng    |
| ---------------- | -------------------------------------------------------------------------- | ---------------- | -------------------------- | ------------- |
| 1.               | "Ladybug" (てんとう虫 Tentōmushi)                                          | Magome Togoshi   | Kazuya Takase (I've Sound) | 5:21          |
| 2.               | "Bird's Poem" (鳥の詩 Tori no Uta) (Lyrics by Jun Maeda; Performed by Lia) | Shinji Orito     | Kazuya Takase (I've Sound) | 6:07          |
| 3.               | "Twin Stars" (双星 Sōsei)                                                  | Magome Togoshi   | Wakana                     | 5:20          |
| 4.               | "Splashing Water" (跳ね水 Hanemizu)                                        | Shinji Orito     | Magome Togoshi             | 4:45          |
| 5.               | "Nocturne" (夜想 Yasō)                                                     | Magome Togoshi   | Shinji Orito               | 4:14          |
| 6.               | "Dream-telling" (夢語り Yumegatari)                                        | Shinji Orito     | Natsumi Waro               | 3:40          |
| 7.               | "Summer Lights" (夏影 Natsukage)                                           | Jun Maeda        | OdiakeS                    | 3:17          |
| 8.               | "Rainbows" (虹 Niji)                                                       | Magome Togoshi   | VWN                        | 3:25          |
| 9.               | "Blue Skies" (青空 Aozora) (Lyrics by Jun Maeda; Performed by Lia)         | Jun Maeda        | Shinji Orito               | 5:32          |
| 10.              | "Farewell song" (Lyrics by Jun Maeda; Performed by Lia)                    | Magome Togoshi   | Magome Togoshi             | 5:27          |
| Tổng thời lượng: | Tổng thời lượng:                                                           | Tổng thời lượng: | Tổng thời lượng:           | 47:13         |

#### Natsukage / Nostalgia
"Natsukage / Nostalgia"
Tất cả các ca khúc được viết bởi Jun Maeda.
| Track listing    | Track listing                    | Track listing    | Track listing |
| STT              | Nhan đề                          | Arrangement      | Thời lượng    |
| ---------------- | -------------------------------- | ---------------- | ------------- |
| 1.               | "Summer Lights" (夏影 Natsukage) | Ryō Okabe        | 5:53          |
| 2.               | "Nostalgia"                      | Ryō Okabe        | 5:53          |
| Tổng thời lượng: | Tổng thời lượng:                 | Tổng thời lượng: | 11:46         |

#### Air Original Soundtrack
Air Original Soundtrack
| Disc 1 | Disc 1 | Disc 1         | Disc 1     |
| STT    | Nhan đề | Phổ nhạc       | Thời lượng |
| ------ | --- | -------------- | ---------- |
| 1.     | "Reminiscence" (回想録 Kaisōroku)                                                                                     | Magome Togoshi | 1:28       |
| 2.     | "Path in a Field" (野道 Nomichi)                                                                                      | Shinji Orito   | 3:20       |
| 3.     | "Bird's Poem" (鳥の詩 Tori no Uta) (Lyrics by Jun Maeda; Arrangement by Kazuya Takase (I've Sound); Performed by Lia) | Shinji Orito   | 6:08       |
| 4.     | "Summer Lights" (夏影 Natsukage)                                                                                      | Jun Maeda      | 2:58       |
| 5.     | "Splashing Water" (跳ね水 Hanemizu)                                                                                   | Shinji Orito   | 1:13       |
| 6.     | "Puddle" (水たまり Mizutamari)                                                                                        | Shinji Orito   | 3:59       |
| 7.     | "Dream-telling" (夢語り Yumegatari)                                                                                   | Shinji Orito   | 2:19       |
| 8.     | "Rainbows" (虹 Niji)                                                                                                  | Magome Togoshi | 1:48       |
| 9.     | "Ladybug" (てんとう虫 Tentōmushi)                                                                                     | Magome Togoshi | 1:53       |
| 10.    | "Legend" (伝承 Denshō)                                                                                                | Magome Togoshi | 1:44       |
| 11.    | "River" (川 Kawa) | Shinji Orito   | 3:11       |
| 12.    | "Fabrication" (絵空事 Esoragoto)                                                                                      | Shinji Orito   | 3:02       |
| 13.    | "Twin Stars" (双星 Sōsei)                                                                                             | Magome Togoshi | 3:37       |
| 14.    | "Reason" (理 Kotowari)                                                                                                | Magome Togoshi | 3:32       |
| 15.    | "Fate" (縁 Enishi) | Shinji Orito   | 2:23       |
| 16.    | "Thin Clothes" (蝉衣 Semigoromo)                                                                                      | Magome Togoshi | 1:43       |
| 17.    | "Dissidents" (神薙 Kannagi)                                                                                           | Shinji Orito   | 2:43       |
| 18.    | "Moon Child" (月童 Tsukiwarawa)                                                                                       | Magome Togoshi | 3:33       |
| 19.    | "Silver (orgel version)" (銀色 Gin'iro)                                                                               | Jun Maeda      | 1:07       |
| 20.    | "Two People" (ふたり Futari)                                                                                          | Shinji Orito   | 2:31       |
| 21.    | "This Place" (此処 Koko)                                                                                              | Magome Togoshi | 2:32       |
| 22.    | "Silver" (銀色 Gin'iro)                                                                                               | Jun Maeda      | 1:53       |
| 23.    | "Blue Skies" (青空 Aozora) (Lyrics by Jun Maeda; Arrangement by Shinji Orito; Performed by Lia)                       | Jun Maeda      | 4:19       |
| 24.    | "Wing" (羽根 Hane) | Shinji Orito   | 3:27       |
| 25.    | "Nocturne" (夜想 Yasō)                                                                                                | Magome Togoshi | 1:53       |
| 26.    | "Farewell song" (Lyrics by Jun Maeda; Arrangement by Magome Togoshi; Performed by Lia)                                | Magome Togoshi | 5:32       |

| Disc 2           | Disc 2 | Disc 2           | Disc 2     |
| STT              | Nhan đề | Phổ nhạc         | Thời lượng |
| ---------------- | --- | ---------------- | ---------- |
| 1.               | "Bird's Poem (short version)" (鳥の詩 Tori no Uta) (Lyrics by Jun Maeda; Arrangement by Kazuya Takase (I've Sound); Performed by Lia) | Shinji Orito     | 3:09       |
| 2.               | "Farewell song (short version)" (Lyrics by Jun Maeda; Arrangement by Magome Togoshi; Performed by Lia)                                | Magome Togoshi   | 2:40       |
| 3.               | "Farewell song (dream version)" (Arrangement by Magome Togoshi)                                                                       | Magome Togoshi   | 2:41       |
| 4.               | "Unused Track 1" (未使用曲1 Mishiyō Kyoku 1)                                                                                          | Magome Togoshi   | 2:03       |
| 5.               | "Unused Track 2" (未使用曲2 Mishiyō Kyoku 2)                                                                                          | Magome Togoshi   | 1:54       |
| 6.               | "Unused Track 3" (未使用曲3 Mishiyō Kyoku 3)                                                                                          | Magome Togoshi   | 3:32       |
| 7.               | "Unused Track 4" (未使用曲4 Mishiyō Kyoku 4)                                                                                          | Magome Togoshi   | 1:57       |
| 8.               | "Unused Track 5" (未使用曲5 Mishiyō Kyoku 5)                                                                                          | Shinji Orito     | 2:27       |
| 9.               | "Unused Track 6" (未使用曲6 Mishiyō Kyoku 6)                                                                                          | Magome Togoshi   | 2:24       |
| 10.              | "Bird's Poem (off vocal)" (鳥の詩 Tori no Uta) (Arrangement by Kazuya Takase (I've Sound))                                            | Shinji Orito     | 6:09       |
| 11.              | "Farewell song (off vocal)" (Arrangement by Magome Togoshi)                                                                           | Magome Togoshi   | 5:34       |
| Tổng thời lượng: | Tổng thời lượng: | Tổng thời lượng: | 108:22     |

#### Re-feel
Re-feel
| Track listing    | Track listing                              | Track listing    | Track listing    | Track listing |
| STT              | Nhan đề                                    | Phổ nhạc         | Arrangement      | Thời lượng    |
| ---------------- | ------------------------------------------ | ---------------- | ---------------- | ------------- |
| 1.               | "Promise" (約束 Yakusoku)                  | Shinji Orito     | Ryō Mizutsuki    | 4:01          |
| 2.               | "Girls' Prison" (少女の檻 Shōjo no Ori)    | OdiakeS          | Riya             | 4:18          |
| 3.               | "Pure Snows"                               | Shinji Orito     | Ryō Mizutsuki    | 3:39          |
| 4.               | "Remnants of a Dream" (夢の跡 Yume no Ato) | Jun Maeda        | Riya             | 3:24          |
| 5.               | "Afterglow" (残光 Zankō)                   | Jun Maeda        | Ryō Mizutsuki    | 4:14          |
| 6.               | "Summer Lights" (夏影 Natsukage)           | Jun Maeda        | Ryō Mizutsuki    | 3:16          |
| 7.               | "Legend" (伝承 Denshō)                     | Magome Togoshi   | Ryō Mizutsuki    | 4:18          |
| 8.               | "Blue Skies" (青空 Aozora)                 | Jun Maeda        | Ryō Mizutsuki    | 5:33          |
| 9.               | "Dream-telling" (夢語り Yumegatari)        | Shinji Orito     | Ryō Mizutsuki    | 4:39          |
| 10.              | "Bird's Poem" (鳥の詩 Tori no Uta)         | Shinji Orito     | Ryō Mizutsuki    | 4:11          |
| Tổng thời lượng: | Tổng thời lượng:                           | Tổng thời lượng: | Tổng thời lượng: | 41:33         |

#### Air Analog Collector's Edition
Air Analog Collector's Edition: Tori no Uta / Farewell song (Air アナログコレクターズエディション 『鳥の詩／Farewell song』 Air Anarogu Korekutāzu Edishon Tori no Uta/Farewell song)
Tất cả lời bài hát được viết bởi Jun Maeda.
| Side A | Side A                             | Side A         | Side A                     | Side A     |
| STT    | Nhan đề                            | Phổ nhạc       | Arrangement                | Thời lượng |
| ------ | ---------------------------------- | -------------- | -------------------------- | ---------- |
| 1.     | "Bird's Poem" (鳥の詩 Tori no Uta) | Shinji Orito   | Kazuya Takase (I've Sound) | 6:20       |
| 2.     | "Farewell song"                    | Magome Togoshi | Magome Togoshi             | 5:35       |
| 3.     | "Blue Skies" (青空 Aozora)         | Jun Maeda      | Shinji Orito               | 4:29       |

| Side B           | Side B                                                    | Side B           | Side B           | Side B     |
| STT              | Nhan đề                                                   | Phổ nhạc         | Arrangement      | Thời lượng |
| ---------------- | --------------------------------------------------------- | ---------------- | ---------------- | ---------- |
| 1.               | "Bird's Poem Remixed Cosmic Seekers" (鳥の詩 Tori no Uta) | Shinji Orito     | Cosmic Seekers   | 7:11       |
| 2.               | "Farewell song Remixed Tsukasa"                           | Magome Togoshi   | Tsukasa          | 9:06       |
| Tổng thời lượng: | Tổng thời lượng:                                          | Tổng thời lượng: | Tổng thời lượng: | 32:41      |

### Film

#### Air Film Soundtrack
Air Film Soundtrack
Tất cả nhạc phẩm được soạn bởi and arranged by Yoshikazu Suo, except where noted.
| Track listing    | Track listing | Track listing |
| STT              | Nhan đề | Thời lượng    |
| ---------------- | --- | ------------- |
| 1.               | "The Distant Hub Says" (玄ノ轂ハ語ル Oku no Koshiki wa Kataru)                                                                                             | 4:03          |
| 2.               | "Gate of Air" | 0:52          |
| 3.               | "Invitation to the Legend (Part 1)" (神話への誘い Shinwa e no Izanai)                                                                                      | 2:36          |
| 4.               | "Misuzu and Yukito: Two People" (ミスズとユキト～ふたり～ Misuzu to Yukito ~Futari~)                                                                       | 1:36          |
| 5.               | "A Hint, and a Spell" (暗示、そして呪縛 Anji, Soshite Jubaku)                                                                                              | 1:00          |
| 6.               | "Gradation of Anxiety" (不安のグラデーション Fuan no Guradēshon)                                                                                           | 2:07          |
| 7.               | "Domain of the Six Strings" (六弦の領域 Rokugen no Ryōiki)                                                                                                 | 2:09          |
| 8.               | "Yukito's Theme (Part 1)" (ユキトのデーマ Yukito no Tēma)                                                                                                  | 2:26          |
| 9.               | "The Third Study in Mystery" (第三神秘孝 Dai San Shinpi Kō)                                                                                                | 0:51          |
| 10.              | "Rain, then Clouds, then Love" (雨のち曇りのちLove Ame no Chi Kumori no Chi Love" )                                                                        | 1:11          |
| 11.              | "Look, the Ball is Rolling" (タマハコロガルヨ Tama wa Korogaru Yo)                                                                                         | 2:00          |
| 12.              | "See You Tomorrow: Reminiscence" (また、あした～回想録～ Mata, Ashita ~Kaisōroku~)                                                                         | 1:48          |
| 13.              | "Net of Heaven, Princess of Tower" (天ノ網、台ノ姫 Ten no Ami, Utena no Hime)                                                                              | 2:12          |
| 14.              | "Haruko's Theme" (ハルコのデーマ Haruko no Tēma) | 1:19          |
| 15.              | "To You My Precious Darling: Dream-telling / Two People" (大切なあなたへ～夢話り/ふたり～ Taisetsu na Anata e ~Yumegatari/Futari~)                         | 3:48          |
| 16.              | "Half Asleep" (ユメウツツ Yumeutsutsu) | 0:39          |
| 17.              | "Invitation to the Legend (Part 2)" (神話への誘い Shinwa e no Izanai)                                                                                      | 0:50          |
| 18.              | "Commandments of the Devil" (悪霊律抄 Akuryō Ritsushō) | 1:35          |
| 19.              | "Yukito's Theme (Part 2)" (ユキトのデーマ Yukito no Tēma)                                                                                                  | 0:37          |
| 20.              | "Legend of the Winged Humans: Bird's Poem" (翼人伝説～鳥の詩～ Tsubasa-nin Densetsu ~Tori no Uta~)                                                         | 4:23          |
| 21.              | "The Distant Hub Says (Pf-intro)" (玄ノ轂ハ話ル Oku no Koshiki wa Kataru)                                                                                  | 1:08          |
| 22.              | "Invitation to the Legend (Part 3)" (神話への誘い Shinwa e no Izanai)                                                                                      | 1:38          |
| 23.              | "If Dreams Came True" (Lyrics by Linda Hennrick; Composed by Kei Haneoka (originally Shinji Orito); Arrangement by Yūjirō Okazaki; Performed by Eri Kawai) | 5:07          |
| Tổng thời lượng: | Tổng thời lượng: | 45:55         |

#### Shinwa e no Izanai
Shinwa e no Izanai (神話への誘い)
| Track listing    | Track listing | Track listing               | Track listing |
| STT              | Nhan đề | Phổ nhạc                    | Thời lượng    |
| ---------------- | --- | --------------------------- | ------------- |
| 1.               | "1st Movement [First Movement]: From "Invitation to the Legend" / "Two People"" (1st Movement [第一楽章] ～「神話への誘い」・「ふたり」より～ 1st Movement [Daiichi Gakushō] ~"Shinwa e no Izanai"・"Futari" yori~) | Shinji Orito, Yoshikazu Suo | 10:52         |
| 2.               | "2nd Movement [Second Movement]: From "Bird's Poem"" (2nd Movement [第二楽章] ～「鳥の詩」より～ 2nd Movement [Daini Gakushō] ~Tori no Uta" yori~)                                                                  | Shinji Orito                | 9:40          |
| 3.               | "Scherzo [Third Movement]: From "The Distant Hub Says"" (Scherzo [第三楽章] ～「玄ノ轂ハ語ル」より～ Scherzo [Daisan Gakushō] ~"Oku no Koshiki wa Kataru" yori~)                                                    | Yoshikazu Suo               | 9:24          |
| 4.               | "Finale [Fourth Movement]: From "If Dreams Came True"" (Finale [第四楽章] ～「IF DREAMS CAME TRUE」より～ Finale [Daiyon Gakushō] ~"IF DREAMS CAME TRUE" yori~)                                                     | Kei Haneoka, Shinji Orito   | 10:32         |
| Tổng thời lượng: | Tổng thời lượng: | Tổng thời lượng:            | 40:28         |

## Vị trí xếp hạng
| Album               | Ngày phát hành      | Nhãn                       | Định dạng | Bảng xếp hạng Oricon | Bảng xếp hạng Oricon |
| Album               | Ngày phát hành      | Nhãn                       | Định dạng | Tuần                 | Vị trí cao nhất      |
| ------------------- | ------------------- | -------------------------- | --------- | -------------------- | -------------------- |
| Air Film Soundtrack | 25 tháng 3 năm 2005 | Frontier Works (FCCM-0066) | CD        | 1                    | 247                  |